# Бегельдінов Талгат Якубекович
Талга́т Якубе́кович Бегельді́нов (каз. Талғат Жақыпбекұлы Бигелдинов; нар. 5 серпня 1922 — пом. 10 листопада 2014) — радянський військовий льотчик-штурмовик, учасник Другої світової війни, двічі Герой Радянського Союзу, генерал-майор авіації (1992). Заслужений військовий льотчик СРСР. Депутат Верховної Ради СРСР 2-го та 3-го скликань.

## Життєпис
Народився 5 серпня 1922 року в місті Бішкек (за іншими даними — в аулі Май-Балик Акмолинської області). Казах. Член ВКП(б) з 1943 року. Закінчив середню школу.
До лав РСЧА призваний у 1940 році. У 1942 році закінчив Оренбурзьку військову авіаційну школу пілотів.
На фронтах Німецько-радянської війни з січня 1943 року. Свій перший бойовий виліт здійснив 17 лютого 1943 року. В боях за Харків був збитий, проте перейшов лінію фронту й повернувся до своєї військової частини.
До червня 1944 року заступник командира ескадрильї 144-го гвардійського штурмового авіаційного полку 9-ї гвардійської штурмової авіаційної дивізії 5-ї повітряної армії 2-го Українського фронту гвардії старший лейтенант Т. Я. Бегельдінов здійснив 155 бойових вильотів на розвідку і штурмовку ворожих укріплень, аеродромів, залізничних вузлів, скупчень військ.
Всього за роки війни командир ескадрильї 144-го гв. шап 9-ї гв. шад 1-ї повівтряної армії 1-го Українського фронту гвардії капітан Т. Я. Бегельдінов здійснив 305 бойових вильотів, в повітряних боях його екіпаж збив 7 літаків ворога.
Учасник Параду Перемоги на Красній площі в Москві 24 червня 1945 року в складі зведеного полку 1-го Українського фронту.
У повоєнні роки продовжував військову службу у ВПС СРСР. У 1950 році закінчив Військово-повітряну академію. З 1956 року — в запасі.
З 1957 по 1970 роки — старший інспектор, заступник начальника Казахського територіального управління цивільної авіації. У 1968 році закінчив (заочно) Московський інженерно-будівельний інститут. Тривалий час займав керівні посади в системі Держбуду Казахської РСР.
Очолював міжнародний благодійний фонд свого імені, що надає допомогу інвалідам війни та дітям-сиротам.
Мешкав у місті Алмати, де й помер 10 листопада 2014 року. Похований на Кенсайському цвинтарі.

## Нагороди
Указом Президії Верховної Ради СРСР від 26 жовтня 1944 року гвардії старший лейтенант Бегельдінов Талгат Якубекович за відвагу і бойову майстерність, виявлені при визволенні міст Знам'янка, Кіровоград, за особисто збиті в повітряних боях 4 ворожих літаки та ефективну взаємодію з наземними військами при виході на державний кордон СРСР, удостоєний звання Героя Радянського Союзу з врученням ордена Леніна і медалі «Золота Зірка» (№ 4619).
Указом Президії Верховної Ради СРСР від 27 червня 1945 року гвардії капітан Бегельдінов Талгат Якубекович нагороджений другою медаллю «Золота Зірка» (№ 6554).
Нагороджений орденом Леніна (26.10.1944), двома орденами Червоного Прапора (01.09.1943, 22.10.1944), орденом Олександра Невського (17.08.1944), двома орденами Вітчизняної війни 1-го ступеня (27.01.1944, 1985), орденами Вітчизняної війни 2-го ступеня (08.04.1943), Червоної Зірки, Слави 3-го ступеня (28.12.1943) й медалями.
Крім того, нагороджений казахськими орденами Отан і Данк 1-го ступеня та українським орденом «За заслуги» 3-го ступеня (5.05.2010).
Заслужений військовий льотчик СРСР.